# Омия (станция, Сайтама)
Станция Омия (яп. 大宮駅 О:мия-эки) — железнодорожная станция в городе Сайтама японской префектуры Сайтама. Одна из главных станций JR East. На станции установлены автоматические платформенные ворота.

## История
Станция была открыта 16 марта 1885 года.
В 1894 году к северу от станции была открыта железнодорожная мастерская, ей управляет JR East и JR Freight.

## Линии
- JR East
  - Тохоку-синкансэн
  - Дзёэцу-синкансэн
  - Хокурику-синкансэн
  - Акита-синкансэн
  - Ямагата-синкансэн
  - Главная линия Тохоку
  - Линия Такасаки
  - Линия Сёнан-Синдзюку
  - Линия Кэйхин-Тохоку
  - Линия Сайкё
  - Линия Кавагоэ
- Tobu Railway
  - Линия Нода
- Saitama New Urban Transit
  - Линия Ина (New Shuttle)

## Планировка станции

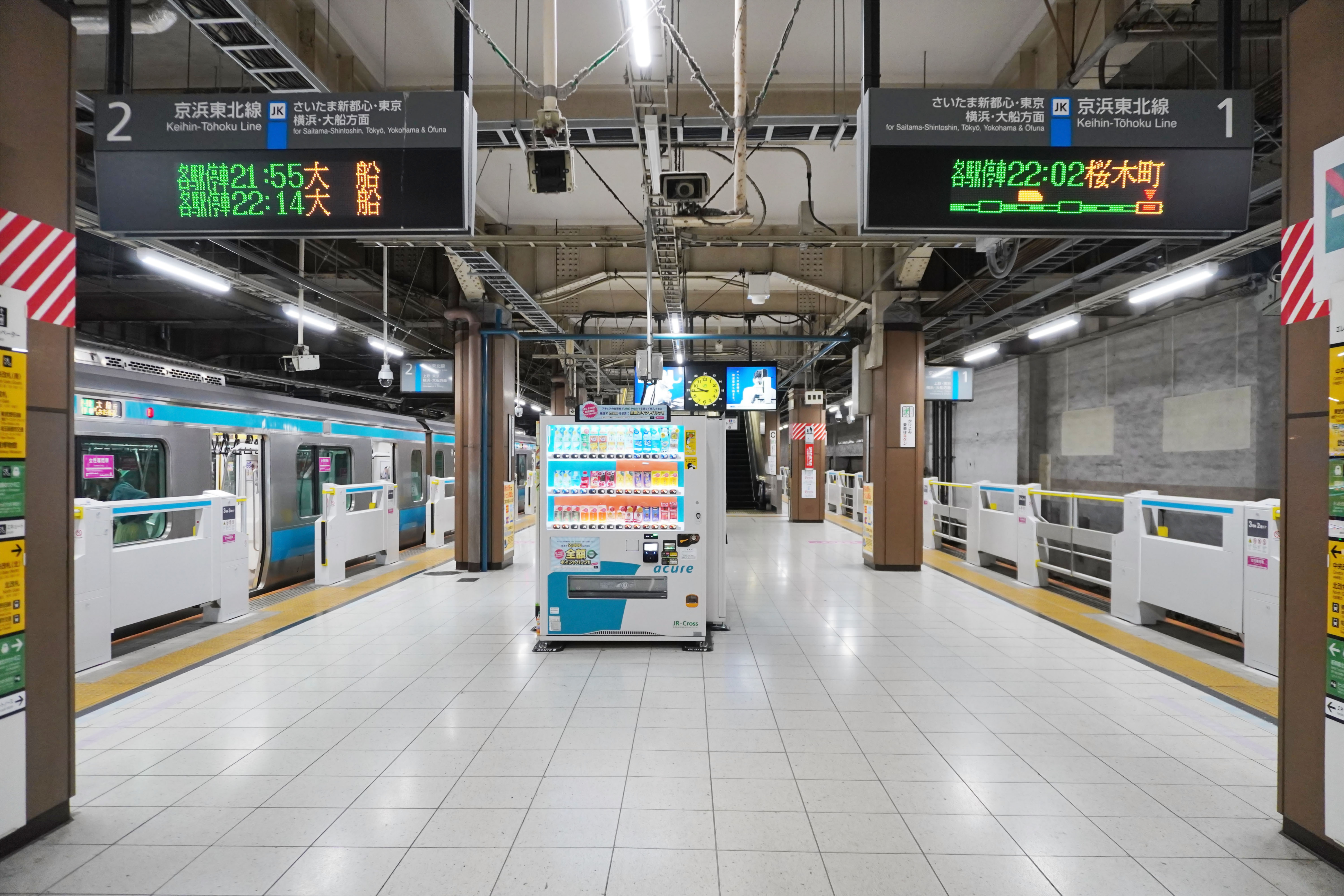
Платформа линии Кэйхин-Тохоку

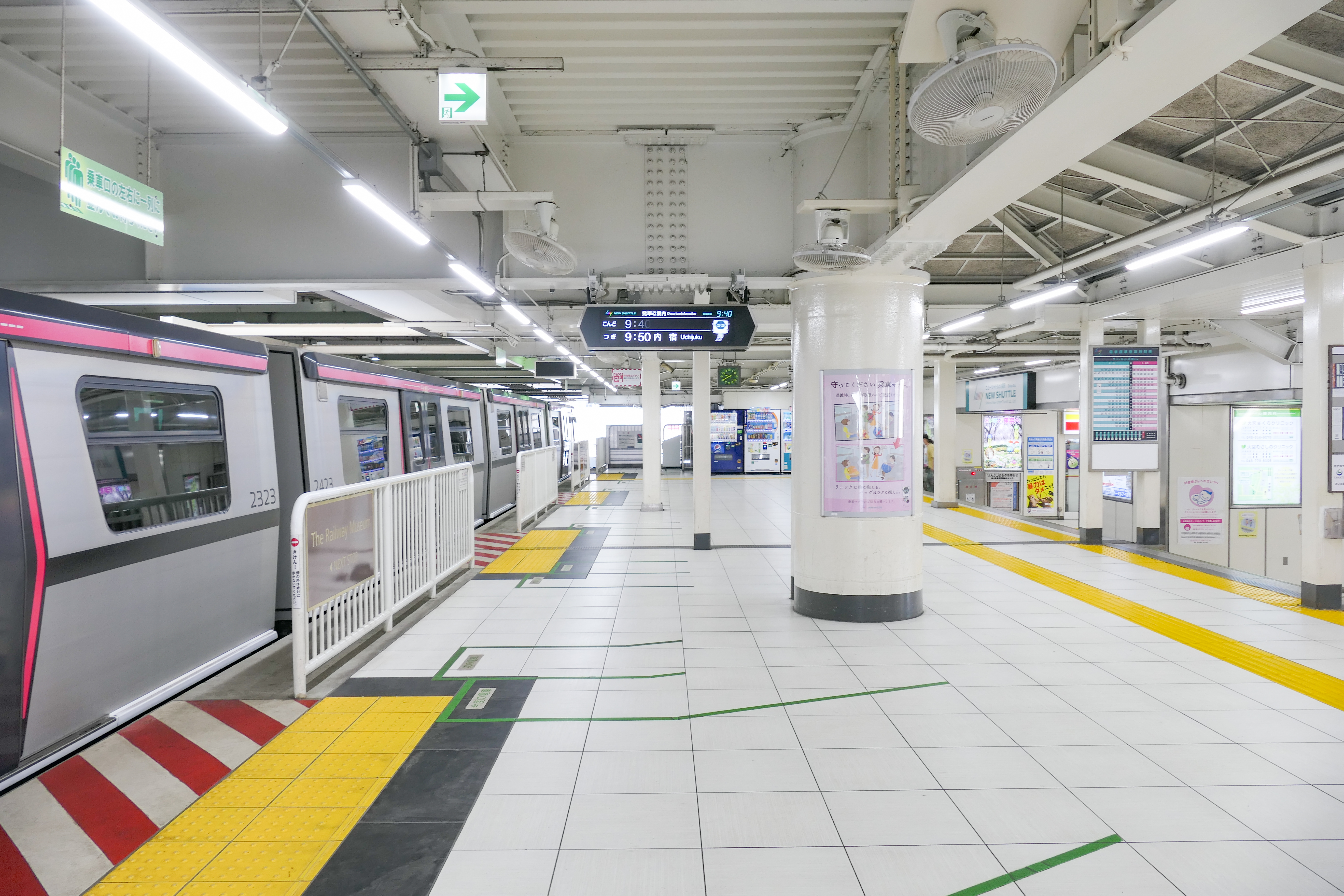
Платформа линии Ина

JR East
Островные платформы
| 1/2      | ■Линия Кэйхин-Тохоку                                                                      | на станции Урава, Акабанэ, Уэно и Токио                                          |  |
| 3/4      | ■Линия Уцуномия                                                                           | на станции Урава, Акабанэ и Уэно                                                 |  |
| 3/4      | ■Линия Сёнан-Синдзюку (через сервис Линии Йокосука)                                       | на станции Икэбукуро, Синдзюку, Иокогама, Офуна и Дзуси                          |  |
| 3/4      | ■«Мусасино»                                                                               | на станции Кита-Асака, Син-Акицу и Футю-Хоммати                                  |  |
| 3/4      | ■Праздничный скорый «Кавагутико»                                                          | на станции Татикава, Хатиодзи, Оцуки и Кавагутико                                |  |
| 3/4      | ■Праздничный скорый «Камакура»                                                            | на станции Иокогама, Офуна и Камакура                                            |  |
| 6/7      | ■Линия Такасаки                                                                           | на станции Урава, Акабанэ и Уэно                                                 |  |
| 6/7      | ■Линия Сёнан-Синдзюку (через сервис Линии Токайдо)                                        | на станции Икэбукуро, Синдзюку, Иокогама, Хирацука и Одавара                     |  |
| 7        | ■«Экспресс Нарита» (с ограниченным числом остановок)                                      | на станцию Аэропорт Нарита                                                       |  |
| 8,11     | ■Линия Такасаки, Линия Дзёэцу, Линия Рёмо                                                 | на станции Кумагая, Такасаки, Маэбаси, Минаками и Наганохара-Кусацугути          |  |
| 9,11     | ■Линия Уцуномия                                                                           | на станции Ояма, Уцуномия и Куроисо                                              |  |
| 11       | ■Экспрессы «Никко» и «Кинугава» (с ограниченным числом остановок, через линию Тобу Никко) | на станции Тотиги, Тобу Никко и Кинугава-Онсэн                                   |  |
| 13/14    | ■Синкансэн                                                                                | на станции Уэно и Токио                                                          |  |
| 15       | ■Синкансэн                                                                                | на станции Уэно и Токио                                                          |  |
| 16       | ■Тохоку-синкансэн («Насуно» и «Ямабико»)                                                  | на станции Уцуномия, Фукусима и Сэндай                                           |  |
| 17       | ■Тохоку-синкансэн («Хаятэ», «Насуно» и «Ямабико»)                                         | на станции Уцуномия, Фукусима, Сэндай, Мориока, Син-Аомори и Син-Хакодате-Хокуто |  |
| 17       | ■Ямагата-синкансэн («Цубаса»)                                                             | на станции Уцуномия, Фукусима, Ямагата и Синдзё                                  |  |
| 17       | ■Акита-синкансэн («Комати»)                                                               | на станции Сэндай, Мориока, и Акита                                              |  |
| 18       | ■Дзёэцу-синкансэн («Токи» и «Танигава»)                                                   | на станции Такасаки, Этиго-Юдзава, Нагаока и Ниигата                             |  |
| 18       | ■Хокурику-синкансэн («Асама»)                                                             | на станции Такасаки, Каруидзава и Нагано                                         |  |
| 19/20/22 | ■Линия Сайкё                                                                              | на станции Мусаси-Урава, Акабанэ, Икэбукуро, Синдзюку, Осаки и Син-Киба          |  |
| 21/22    | ■Линия Кавагоэ                                                                            | на станции Ниссин и Кавагоэ                                                      |  |

Тобу
| 1/2 | ■Линия Нода | на станции Ивацуки, Касукабе, Нодаси, Касива и Фунабаси |

New Shuttle
Единая платформа на одностороннем кольце.
| - | ■Линия Ина (New Shuttle) | на станции Маруяма и Утидзюку |

## Окрестности
- Железнодорожный музей в Сайтаме, открыт 14 октября 2007 года.